# Charles Previn
Charles Previn (11 de janeiro de 1888 — 21 de setembro de 1973) foi um compositor estadunidense. Venceu o Oscar de melhor trilha sonora na edição de 1938 por One Hundred Men and a Girl.